# Хаджи Крисмансия Рахади

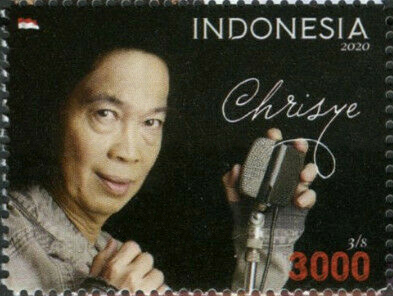
Криси на почтовой марке Индонезии. 2020

Хаджи Крисмансия Рахади более известный, как Криси (индон. Chrisye;
16 сентября 1949, Джакарта — 30 марта 2007, там же) — индонезийский певец, музыкант, гитарист и автор песен. В 2011 году журнал Rolling Stone Indonesia назвал его третьим величайшим индонезийским музыкантом всех времён.

## Биография
Родился в семье китайско-индонезийского происхождения. Увлекался музыкой с раннего возрасте. В старшей школе играл на бас-гитаре в группе, которую сформировал со своим братом Джорисом. 
Музыкальную карьеру начал, присоединившись к группе Guruh Gipsa. За время творчества выпустил 28 альбомов. Среди созданных им хитов такие песни, как «Буря обязательно пройдёт» (индон. Badai Pasti Berlalu) и «Маленькие свечи» (индон. Lilin-Lilin Kecil).
Пять альбомов, в которыми он участвовал в конкурсе журнала Rolling Stone Indonesia, были включены в список 150 лучших индонезийских альбомов всех времён. Четыре его песни включены в список 150 лучших индонезийских песен всех времён, объявленный на страницах местного издания журнала Rolling Stone: «Маленькие свечи» на 13-й позиции, «Белый голубь» (индон. Merpati Putih) на 43-й позиции, «Уличные дети» (индон. Anak Jalanan), на 72-й позиции, «Уничтожая природу» (индон. Merepih Alam) на 90-й позиции.
Его альбомы «Слова природы» (индон. Sabda Alam) и «Я люблю её» (индон. Aku Cinta Dia) были сертифицированы как золотые, а альбомы «Гип-гип-ура!» (индон. Hip Hip Hura), «Упадок» (индон. Resesi), «Столица» (индон. Metropolitan) и «В одиночестве» (индон. Sendiri) были сертифицированы как серебряные.
Умер от рака лёгкого в 2007 году.

## Дискография
- 1977 — Badai Pasti Berlalu (The Storm Will Surely Pass)
- 1977 — Jurang Pemisah (Dividing Canyon)
- 1978 — Sabda Alam (Nature’s Order)
- 1979 — Percik Pesona (Stain of Enchantment)
- 1980 — Puspa Indah (Beautiful Flower)
- 1981 — Pantulan Cita (Reflection of Dreams)
- 1983 — Resesi (Recession)
- 1984 — Metropolitan
- 1984 — Nona (Miss)
- 1984 — Sendiri (Alone)
- 1985 — Aku Cinta Dia (I Love Her)
- 1985 — Hip Hip Hura (Hip Hip Hurray)
- 1986 — Nona Lisa (Miss Lisa)
- 1988 — Jumpa Pertama (First Meeting)
- 1989 — Pergilah Kasih (Go Away Dear)
- 1993 — Sendiri Lagi (Alone Again)
- 1996 — AkustiChrisye
- 1997 — Kala Cinta Menggoda
- 1999 — Badai Pasti Berlalu (The Storm Will Surely Pass; re-recorded in collaboration with Erwin Gutawa)
- 2002 — Dekade (Decade)
- 2004 — Senyawa (One Soul)

## Награды
- Получил множество музыкальных наград, в том числе две награды за жизненные достижения: одну в 1993 году от BASF Awards, другую посмертно в 2007 году от индонезийского телеканала SCTV.
- В 1979 году был выбран в качестве любимого певца индонезийских вооруженных сил.
- В 1998 году стал  «Лучшим поп-певцом», «Лучшим записывающимся певцом» и «Лучший графическим дизайнером».

## Память
- В 2020 году Почта Индонезии выпустила марку с его изображением.
- 16 сентября 2019 года Google отпраздновал его 70-летие дудлом.